# General Motors Continental Antwerpen
Im Jahr 1924 wurde General Motors Belgium unter dem Namen General Motors Continental S.A. gegründet. Das Werk Antwerpen wurde 1924 gegründet und Ende 2010 geschlossen. Die Hauptabsatzmärkte von GM Belgium umfassten Belgien, die Niederlande, Frankreich, die Schweiz und teilweise Deutschland.
Produziert werden hauptsächlich die für den europäischen Markt bestimmten G-Modelle von Buick, Cadillac, Chevrolet, Oldsmobile und Pontiac. Später kamen Vauxhall und Bedford-Nutzfahrzeuge dazu. Erste Opel-Modelle werden ab 1950 gefertigt. 1953 begann der Produktionsstart im Werk 1, 1967 erfolgte der Produktionsstart im Werk 2. In Europa lieferte das GM-Werk Antwerpen für die Benelux-Märkte Rekord-Parallelmodelle, die als Ranger vermarktet wurden.
1988 wurden beide Werke zusammen gelegt und ein innovatives Drei-Team/Zwei-Schicht-System eingeführt, das zur Erhaltung des Produktionsvolumens diente. 1995 welchste man den Namen zu Opel Belgium. 1997 startete das neue Presswerk. 1999 rollen fast 323.000 Astra vom Band, wovon 96 Prozent für den Export bestimmt sind. Zusätzlich fertigen 6.700 Mitarbeiter rund 966.000 Fahrzeuge für den Eigenbedarf sowie für die Werke in Bochum, Eisenach, Rüsselsheim und Ellesmere Port. In 2000 kann der Ausstoß an Astra Fahrzeugen noch einmal auf 329.300 Exemplare gesteigert werden.
Bereits 2003 erreichte man eine Fertigung von insgesamt 12.000.000 Einheiten. Mit Beginn der Produktion des Astra H 5-türer und des Astra H Caravan änderte man im Jahre 2004 den Namen in General Motors Belgium. 2005 folgte der Produktionsstart des Astra H GTC, ein Jahr später folgte der Astra H TwinTop. Bereits im Jahr 2007 legte man die Produktionsstandorte für den Astra J fest, Antwerpen wurde in der Kapazität stark angepasst und erhielt keinen Zuschlag mehr für die Fertigung. General Motors kündigte im Januar 2010 an, das Werk aufgeben zu wollen. Danach war eine Arbeitsgruppe eingesetzt worden, die externe Investoren suchen sollte. An dem Gremium waren Gewerkschaftsvertreter wie auch die flämische Regierung beteiligt. Doch bis zum Auslaufen der Frist Ende September 2010 hatte sich kein Geldgeber gefunden. Somit kam es zur Schließung Ende 2010. Es wurden insgesamt 13.306.292 Fahrzeuge produziert. Das letzte Modell war ein schwarzer Opel Astra GTC.

## Geschichte

### 1920er-Jahre: Die Anfänge
Der erste Wagen, der in Antwerpen produziert wurde, war am 2. April 1925 ein Chevrolet. Im selben Jahr wuchs das GM-Händlernetz auf etwa 40 belgische Händler an. Insgesamt wurden 1925 2.040 Fahrzeuge produziert.
1926 mussten die Montagekapazitäten ausgeweitet werden. Im Juli begann GM Belgium mit der Produktion im ehemaligen Velodrom, einer ehemaligen Radrennbahn. Die Abtei diente fortan als Lagerstätte und Standort für den Bau von Karosserien und Nutzfahrzeugen.
1929 wurde auch das Velodrom zu klein, und GM Belgium zog im November in ein neues Montagewerk im Hafen von Antwerpen um. Zudem wurden weitere Unternehmensstandorte in Antwerpen im Hafen konzentriert. Die Weltwirtschaftskrise führte zu einem starken Nachfragerückgang. Im Jahr 1932 wurden General Motors Frankreich, die General Motors GmbH und General Motors Belgiumfusioniert.

### 1930er- und 1940er-Jahre: Herausforderungen durch den Krieg
Die Zeit des Dritten Reichs und der Zweite Weltkrieg hatten erhebliche Auswirkungen auf GM. Neben dem Verlust von Marktanteilen wurde das Montagewerk in Antwerpen durch alliierte Bombardements zerstört.
Nach Kriegsende kehrten die Führungskräfte von GM Belgium 1945 nach Antwerpen zurück, um die Produktion wieder aufzunehmen. Zunächst begann ein Reparaturprogramm für amerikanische Armeefahrzeuge. Vom August 1945 bis April 1946 reparierte GM Belgium 4.135 Fahrzeuge. 1946 eröffnete das Unternehmen ein Ersatzteillager für amerikanische GM-Fahrzeuge (Chevrolet, Cadillac, Buick, Oldsmobile, Pontiac, GMC) sowie für Frigidaire-Kühlschränke und Waschmaschinen.

### 1947–1949: Wiederaufbau und Modernisierung
Ende 1947 begann GM Belgium mit der Modernisierung seiner Infrastruktur. Am 19. Dezember wurden Grundstücke für ein neues Werk im Hafen von Antwerpen erworben. 1948 nahm GM Belgium die normale Produktion wieder auf. Im April rollte der erste Chevrolet vom Band, und im Oktober wurde der erste Personenwagen produziert. Bis Ende des Jahres wurden fast 5.000 Fahrzeuge gebaut und verkauft.
Opel entwickelte sich in dieser Zeit zur wichtigsten Marke für GM in Europa und spielte eine zentrale Rolle in der Weiterentwicklung der Niederlassung in Antwerpen.

### 1950–1953: Bau eines neuen Werks
Am 27. März 1950 wurde der Grundstein für ein neues Werk gelegt. 1953 wurden die neuen Anlagen an der Noorderlaan in Antwerpen, später bekannt als Werk 1, eröffnet.

### 1954–1967: Diversifikation der Produktion
In diesen Jahren begann GM Belgium mit der Montage von Produkten aus den USA auf CKD-Basis. Später kamen Bedford-Lkw hinzu, und auch Opel- sowie Vauxhall-Personenwagen wurden in Antwerpen zusammengebaut. Verschiedene Modelle liefen auf derselben Montagestraße. 1965 entschied sich GM für den Bau eines neuen, großen Montagewerks in Antwerpen zur Produktion von Opel-Personenwagen.

### 1967–1972: Expansion
1967 begann die Produktion im neuen Werk 2, das sich etwa 10 Kilometer nördlich von Werk 1 nahe dem Churchilldock befand. Am 2. Juli 1968 wurde das 100.000. Fahrzeug im Werk 2 produziert, ein Opel Kadett, der für den US-Markt bestimmt war. Bei Erreichen der maximalen Produktionskapazität von 70 Fahrzeugen pro Stunde (Opel Manta und Ascona) wurde 1970 eine zweite Schicht eingeführt. Nach vier Jahren erreichte Werk 2 den Meilenstein von 500.000 Fahrzeugen.

### 2010: Schließung
Bereits im Jahr 2007 wurde bekanntgegeben, dass das Unternehmen umstrukturiert werden soll und die Produktion nahezu halbiert wird. Dadurch sollten 2.200 der insgesamt 4.700 Arbeitsplätze wegfallen. Zudem wurde beschlossen, dass die neue Generation des Astra nicht mehr in Antwerpen gebaut wird. Stattdessen sollten ein kleiner SUV für Opel und Chevrolet sowie möglicherweise ein drittes Modell in Antwerpen gefertigt werden.
Im Juni 2009 kamen Gerüchte auf, dass das gesamte Werk in Antwerpen geschlossen werden könnte, was mit einer möglichen Übernahme von Opel durch Magna in Zusammenhang stand. Letztendlich kam die Übernahme durch Magna jedoch nicht zustande. Stattdessen beschloss General Motors am 20. Januar 2010, die Produktionsstätte in Antwerpen noch im selben Jahr zu schließen. Am Mittwoch, den 15. Dezember 2010, lief das letzte Fahrzeug vom Band, und zwei Tage später, am 17. Dezember 2010, wurde das Werk endgültig geschlossen.

## Produktion
In den 70er Jahren und erste Hälfte der 80er hatte Opel teilweise den größten Marktanteil in Westeuropa, dementsprechend war das Werk sehr gut ausgelastet. Neben Opel wurden auch Vauxhall-Fahrzeuge für den britischen Markt produziert, da es in Großbritannien immer wieder Streikwellen gegeben hatte, die es General Motors schwer machten, die nachgefragten Stückzahlen an Vauxhall-Fahrzeugen zu produzieren.

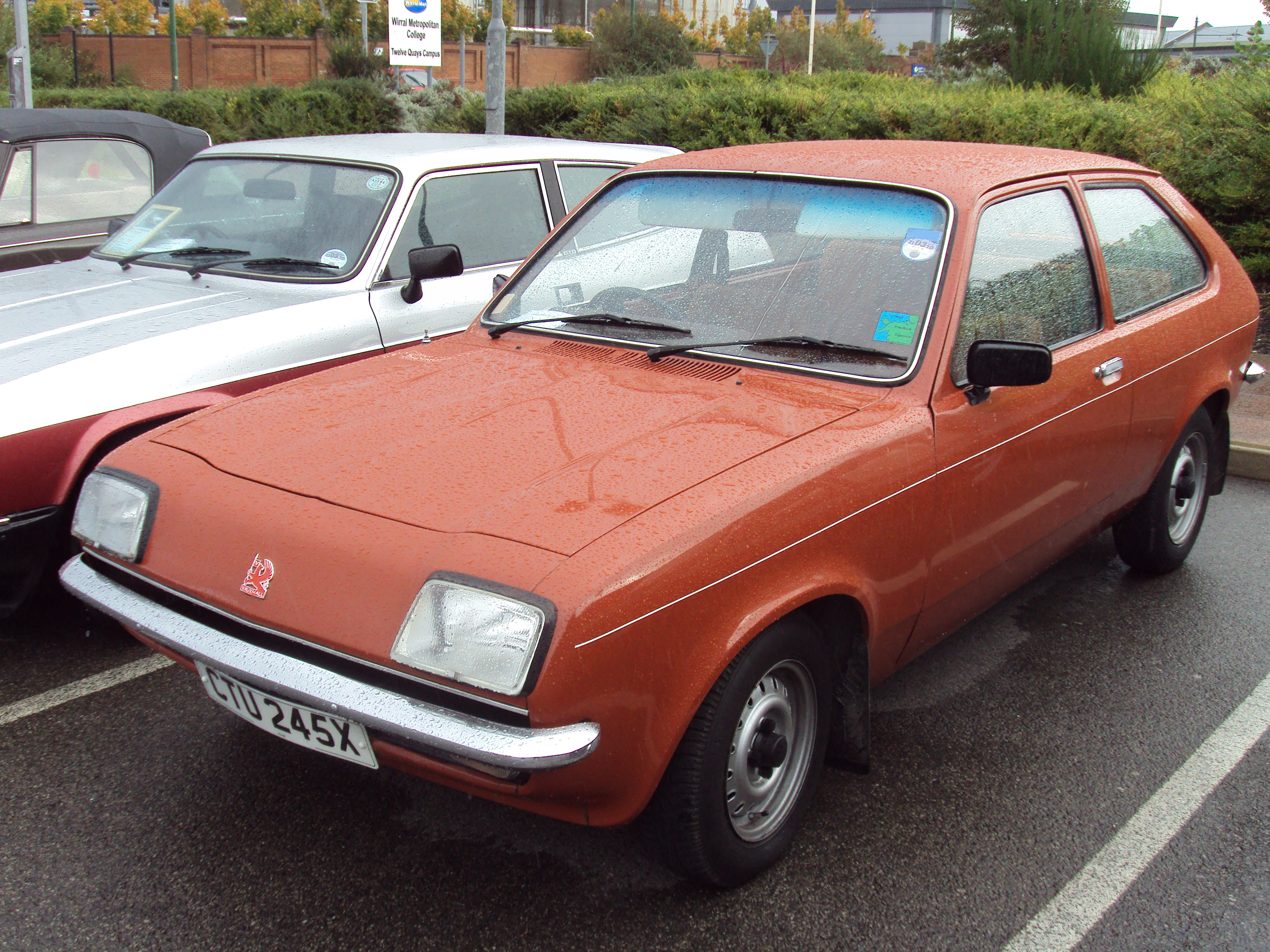
Opel Chevette
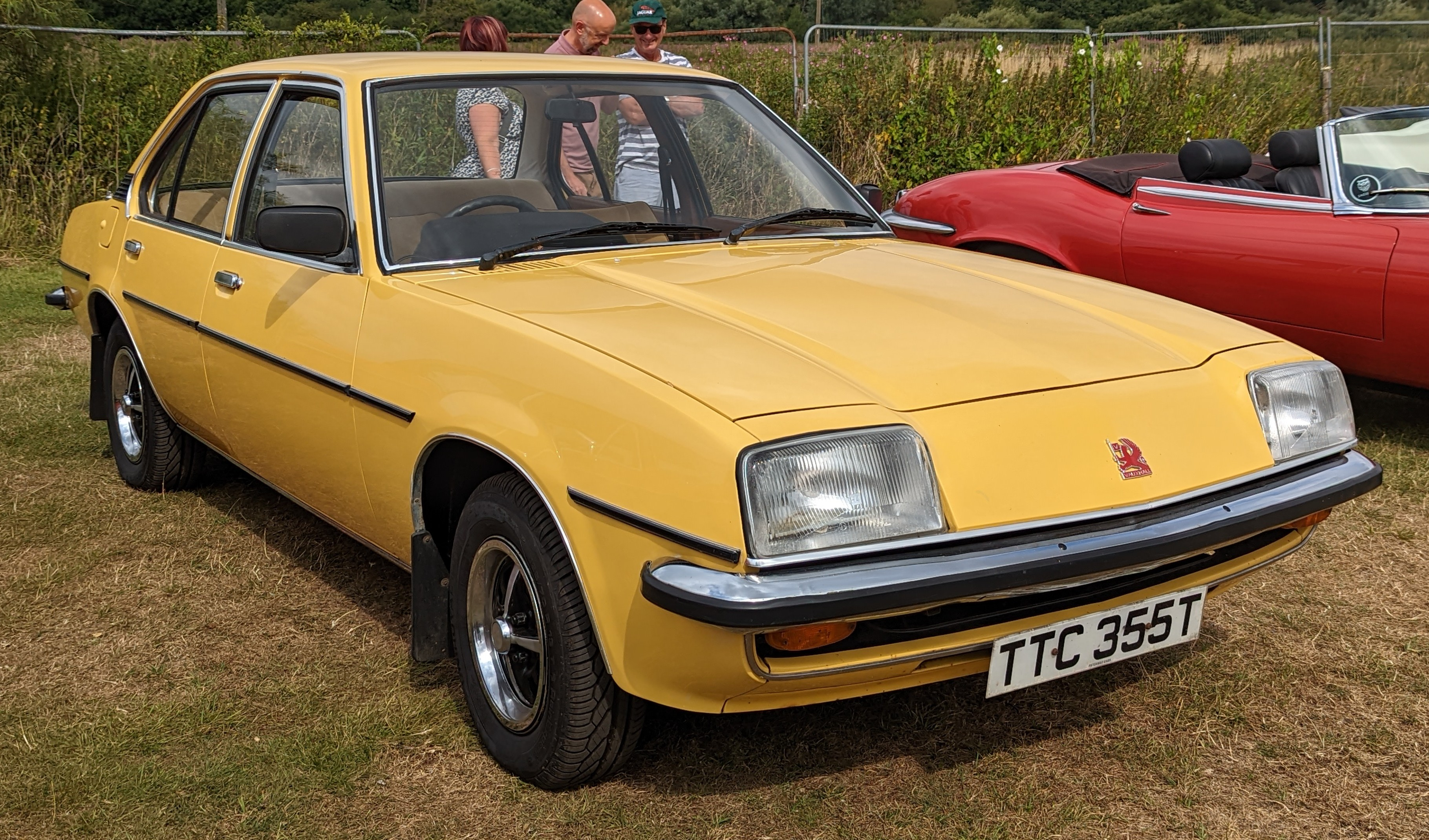
Vauxhall Cavalier
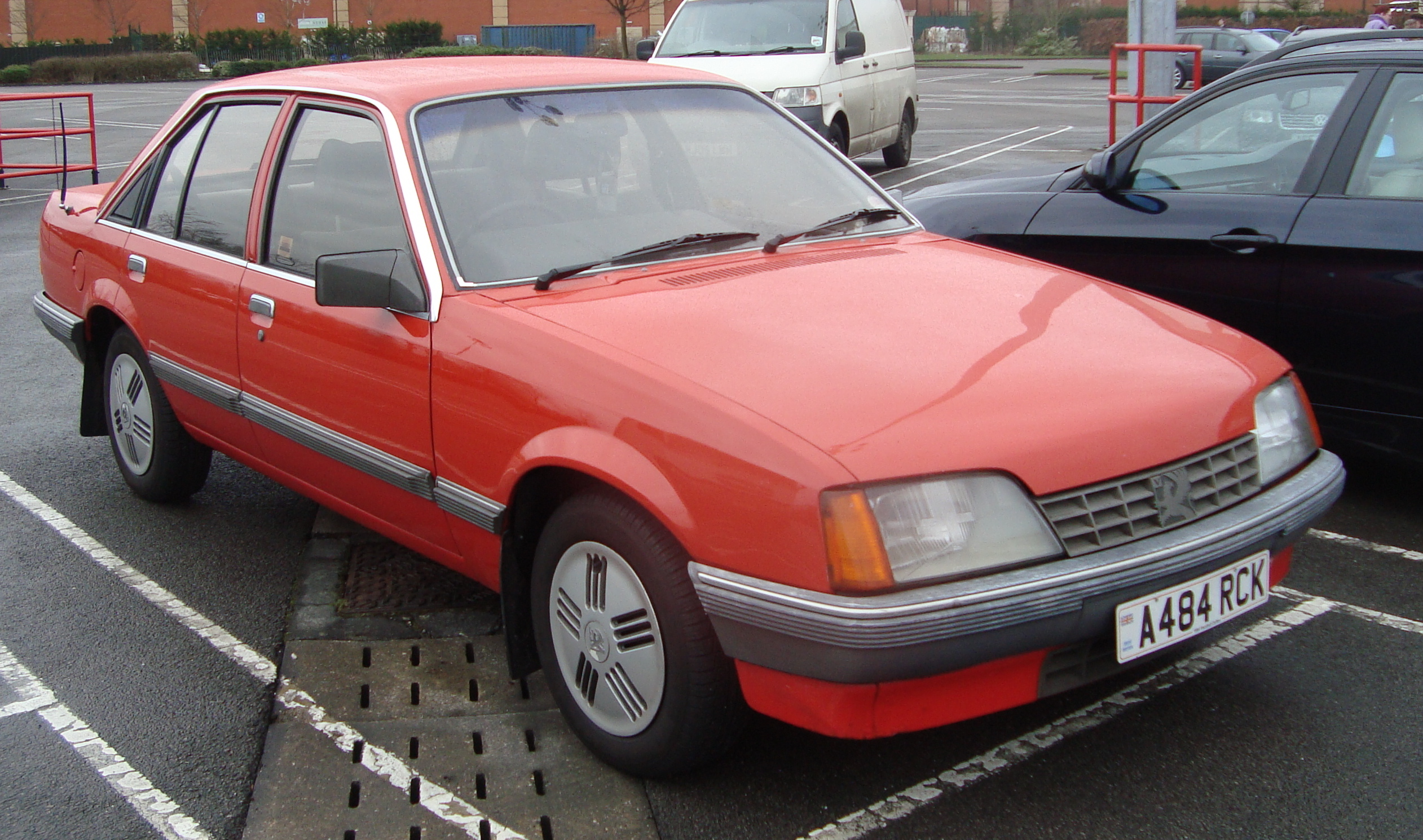
Vauxhall Carlton
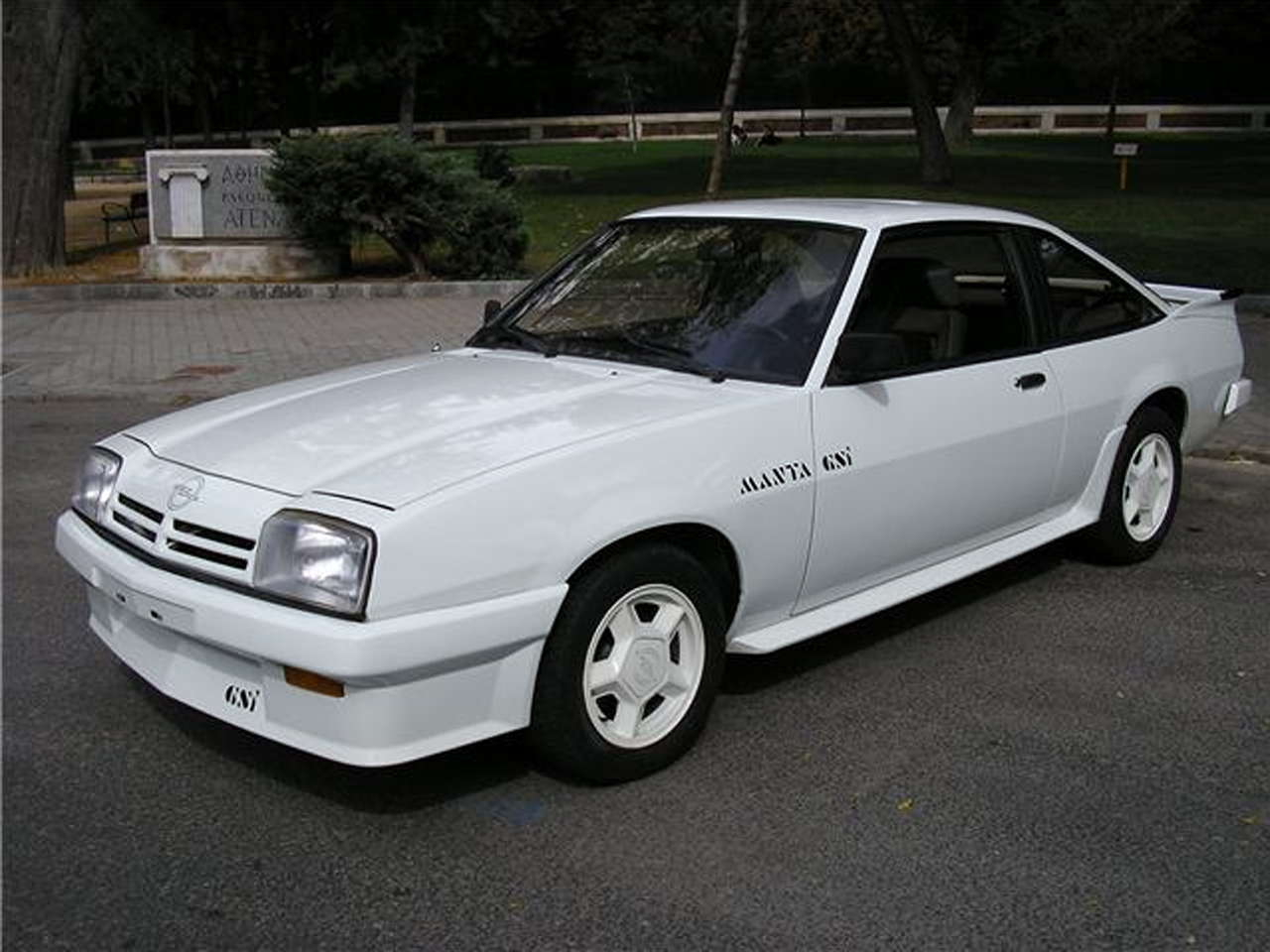
Opel Manta B
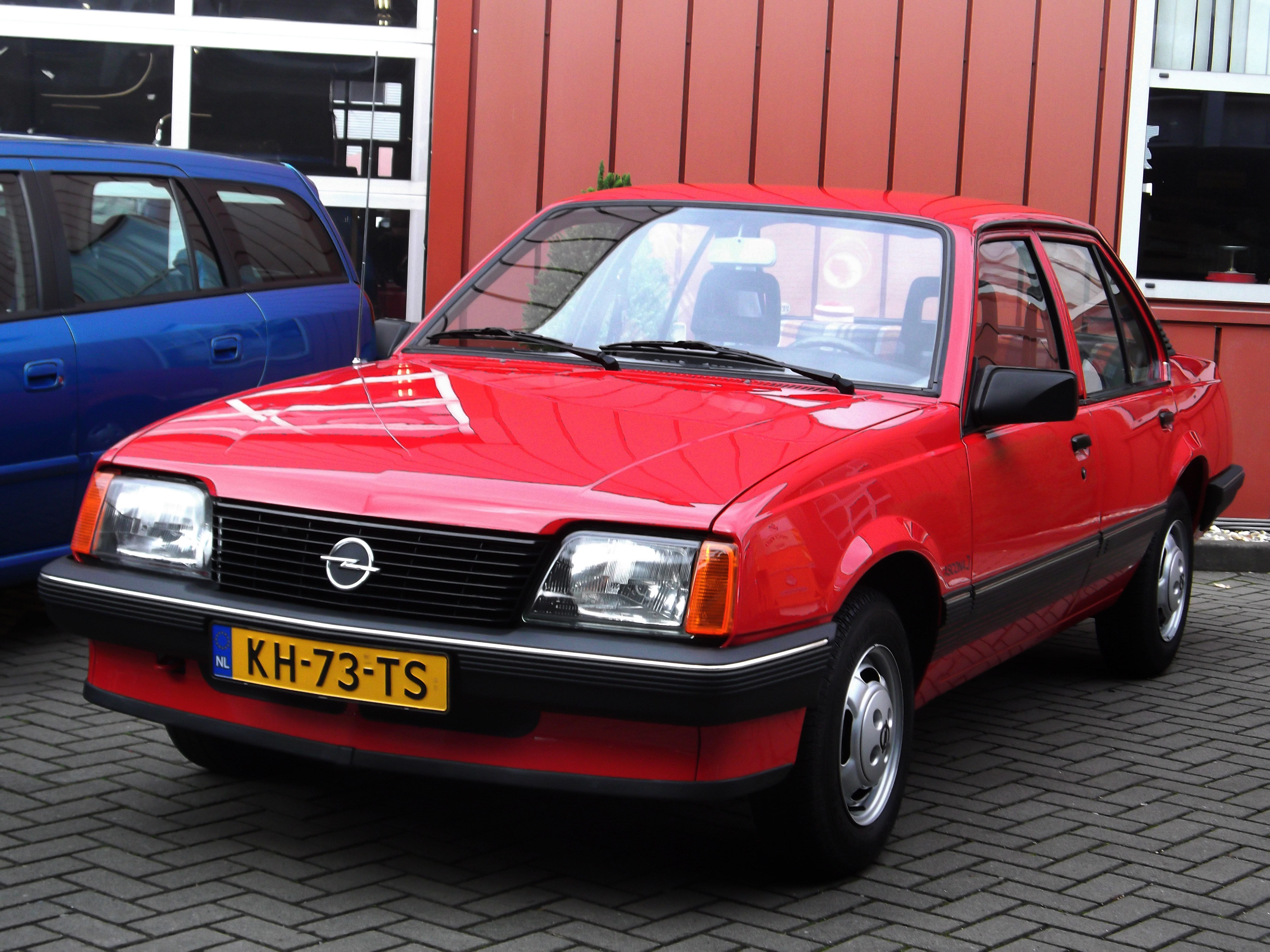
Opel Ascona

- Diverse Chevrolet-Modelle (CKD)
- Opel Kadett B und C
- Opel Manta B
- Opel Ascona B und C
- Vauxhall Cavalier Mk.1 / Mk.2
- Vauxhall Carlton Mk.2
- Vauxhall Chevette / Opel Chevette
- Vauxhall Royale und Royale Coupé
- Opel Corsa B
- Opel Astra
- Saturn Astra F und H
- Opel Vectra A